# John Ngugi
John Ngugi (ur. 10 maja 1962 w Nyahururu) – kenijski lekkoatleta, mistrz olimpijski w biegu na 5000 metrów z 1988.

## Sukcesy
- 10 złotych medali mistrzostw świata w biegach przełajowych (1986, 1987, 1988, 1989 oraz 1992) za każdym razem wygrywał zarówno indywidualnie jak i w drużynie
- złoty medal Igrzysk afrykańskich (Bieg na 5000 m Nairobi 1987)
- złoto Igrzysk olimpijskich (Bieg na 5000 m Seul 1988)

## Rekordy życiowe
- Bieg na 5000 m - 13:11.14 (1990)
- Bieg na 10 000 m - 27:11.62 (1991)